# Chef d'état-major de l'Armée de terre (Sénégal)

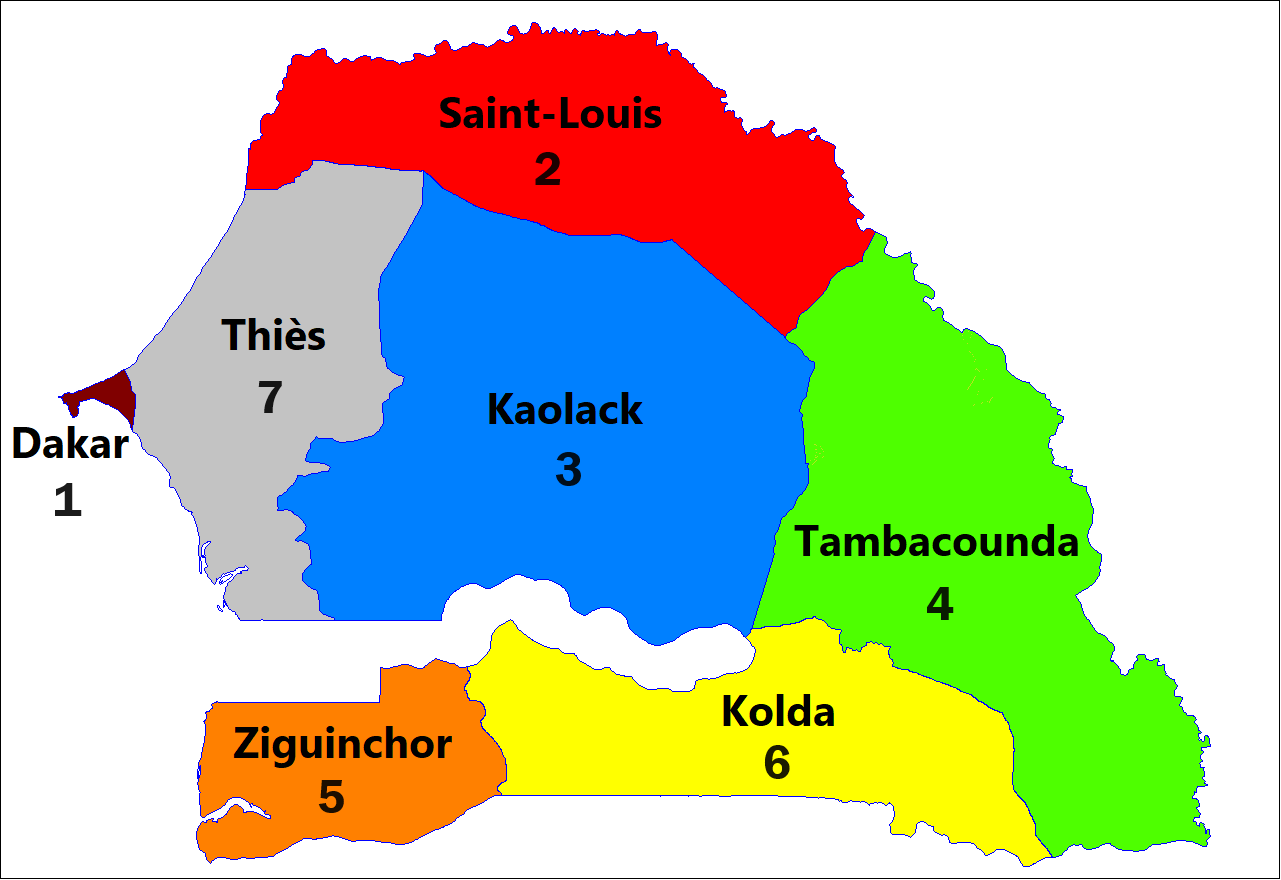
carte des différentesrégions militaires du Sénégal

Subordonné au chef d’état-major général des Armées, le chef d’état-major de l’Armée de terre est responsable de l’instruction, de l’entraînement, du maintien en condition et de l’aptitude opérationnelle des unités de l’Armée de terre.

## Organisation
L’Armée de terre constitue actuellement la composante majeure des armées avec plus de la moitié des effectifs. Elle est articulée autour :
- d’un état-major avec deux divisions chargées des opérations et de la logistique.
- des unités territoriales comprenant :
  - des bataillons d’infanterie appuyés par des sections de mortiers lourds dont la mission et de veiller aux frontières et de s’opposer à toutes formes d’agression dans leurs zones d’implantations
  - des bataillons de reconnaissance et d’appui (BRA) qui constituent des réserves zonales grâce à leur souplesse, leur mobilité et leur puissance de feu
- les unités de réserve générale constituant une force d’intervention équipée et armée pour être projetées sur tout point du territoire national

## Chefs d'état-major de l'Armée de terre sénégalaise
- Lieutenant-colonel Thierno Ndiaye du 16/07/1974 au 31/10/1975
- Lieutenant-colonel Coumba D. Niang du 01/11/1975 au 30/06/1979
- Lieutenant-colonel Alioune. Konté du 01/07/1979 au 14/02/1982
- Colonel Victor Barry du 15/02/1982 au 30/09/1984
- Colonel Almamy Tamba du 01/10/1984 au 31/12/1986
- Colonel Pape Assane Mbodji du 01/01/1987 au 30/04/1988
- Colonel Amadou Abdoulaye Dieng du 01/05/1988 au 30/06/1988
- Colonel Saliou Niang du 01/08/1988 au 31/03/1990
- Colonel Ousmane Ndoye 01/04/1990 au 15/07/1993
- Colonel Mountaga Diallo du 16/07/1993 au 30/06/1996
- Colonel Ousmane Goudiaby du 01/07/1996 au 31/12/1997
- Colonel Mbaye Faye du 01/01/1998 au 24/09/1998
- Colonel Amadou Tidiane Dia du 01/01/1999 au 30/04/2000
- Colonel Antou Pierre Ndiaye du 16/05/2000 au 02/10/2003
- Général de brigade Bakary Seck du 03/10/2003 au 01/08/2005
- Colonel Balla Keïta du 31/07/2005 au 31/12/2008
- Colonel Saliou Ndiaye du 01/02/2008 au 31/12/2011
- Général Papa Samba Kamara (d)  du 01/01/ 2011 au 07/2013
- Général de brigade Cheikh Guèye du 07/2013 au 04/2015
- Général  Amadou Kane avril 2015,  04/2016)
- Général François Ndiaye du 04/2016 au 10/12/2017
- Général Cheikh Wade du 10/12/2017 au 1e janvier 2020
- Général de brigade Fulgence Ndour du 1e mars 2020 au 1e juillet 2022
- Général de brigade Philippe Dia du 1/07/2022 au 10/10/ 2022
- Général de brigade Souleymane Kandé du 10/10/2022 au 03/06/2024
- Général de brigade Magatte Ndiaye  du 03/06/2024 au 06/01/2025
- Général de brigade Simon Ndour depuis le  06/01/2025